# Saint-Péray
Saint-Péray – miejscowość i gmina we Francji, w regionie Owernia-Rodan-Alpy, w departamencie Ardèche.
Według danych na rok 1990 gminę zamieszkiwało 5886 osób, a gęstość zaludnienia wynosiła 245 osób/km² (wśród 2880 gmin regionu Rodan-Alpy Saint-Péray plasuje się na 143. miejscu pod względem liczby ludności, natomiast pod względem powierzchni na miejscu 361.).

## Populacja

Populacja Saint-Péray w latach 1962-2008

## Miasta partnerskie
- Groß-Umstadt, Niemcy
- Asso, Włochy
- Santo Tirso, Portugalia